# フィギュアスケートTV!
フィギュアスケートTV!は、BSフジにて毎月第1日曜の17:00～17:55に放送される、フィギュアスケート専門番組である。2020年9月7日までは毎月第1金曜 23:00 - 23:55で放送していた。

## 出演者
- 八木沼純子
- 松村未央(フジテレビアナウンサー)